# Акопян, Артавазд Арменакович
Артавазд Арменакович Акопян (1902—1973) — советский учёный-энергетик, лауреат Ленинской премии.

## Биография
Родился в Гюмри (Ленинакане) 26 декабря 1902 года[по какому календарю?].
После окончания МВТУ в 1929 году работал во Всесоюзном электротехническом институте им. Ленина, с 1941 года — начальник лаборатории.
Кандидат технических наук с 1938 года; старший научный сотрудник с 1939 года. Профессор с 1962 года.
Умер 31 марта 1973 года. Похоронен на 14 участке Введенского кладбища в Москве.

## Награды и премии
- Орден Трудового Красного Знамени.
- Орден Красной Звезды (16.05.1947).
- Ленинская премия (1962) — за участие в создании комплекса высоковольтного оборудования напряжением 500 кВ переменного тока.